# (1177) Gonnessia
(1177) Gonnessia – planetoida należąca do zewnętrznej części pasa głównego asteroid okrążająca Słońce w ciągu 6 lat i 50 dni w średniej odległości 3,35 au. Została odkryta 24 listopada 1930 roku w Algiers Observatory w Algierze przez Louisa Boyera. Nazwa planetoidy pochodzi od François Gonnessiata (1856-1934), francuskiego astronoma. Przed nadaniem nazwy planetoida nosiła oznaczenie tymczasowe (1177) 1930 WA.